# Astronidium anomalum
Astronidium anomalum är en tvåhjärtbladig växtart som beskrevs av Elmer Drew Merrill och Lily May Perry. Astronidium anomalum ingår i släktet Astronidium och familjen Melastomataceae. Inga underarter finns listade i Catalogue of Life.